# Thrips hawaiiensis
Thrips hawaiiensis (лат.) — вид трипсов рода Thrips из семейства Thripidae (Thysanoptera).

## Распространение и экология
Этот вид широко распространен в тропиках, в том числе, встречается в Азии и Африке. Это наиболее распространенный и многочисленный вид рода Thrips в полуостровной Малайзии, который встречается на широком спектре культурных растений различных семейств, включая Астровые, Кутровые и Бобовые. Он считается опылителем масличных пальм, но отмечен как вредитель роз в Джорджии, цитрусовых в Индии, кофе и манго в Таиланде, а также бананов в Австралии.

## Описание
Мелкие насекомые (длина около 1—2 мм) с четырьмя бахромчатыми крыльями. От близких видов отличаются следующими признаками: окраска изменчива, тело иногда коричневое, но обычно двухцветное, голова и грудь бледнее коричневого брюшка; ноги желтоватые; усиковый сегмент III желтый; передние крылья коричневые с более бледным основанием. Антенны 7- или 8-сегментные. Оцеллярные волоски III длинные, находятся сразу за глазничным треугольником. Пронотум с 2 парами длинных постероангулярных волосков. Мезонотум с линиями скульптуры вокруг передних кампаниформных сенсилл. Метанотум скульптура продольная медиально, поперечная в передней части; срединные волоски на переднем крае; кампаниформные сенсиллы почти всегда присутствуют. Первая жилка переднего крыла с 3 волосками на дистальной половине; клавус с субапикальной жилкой короче апикальной. Тергит VIII с гребнем, завершённым медиально, микротрихии мелкие и нерегулярные; плевротергиты без дискальных волосков; стернальные дискальные волоски в поперечном ряду варьируют от 10 до 25.